# Hutchison Whampoa
Hutchison Whampoa Limited era un conglomerat multinacional amb seu a Hong Kong. La companyia va ser fundada el 1977 com dues entitats separades, Hong Kong i Whampoa Dock, fundades el 1863 per John Couper.
La companyia té participacions importants en empreses de diversos sectors. Diverses filials també tenen interessos en les seves filials.
El març de 2015, Hutchison Whampoa es va fusionar amb la seva empresa matriu Cheung Kong Holdings per formar CK Hutchison Holdings.